# 로봇기자개발전문가
로봇기자개발전문가(대표자 조유진)는 2020년 3월 4일, 설립된 로봇 저널리즘(로봇기자) 전문 개발 기업이다. 대표는 조유진이다. 회사는 서울특별시 성동구 성수일로8길 5, A동 1904호 위드짚 1321호에 위치해 있다.